# Független Demokratikus Szerb Párt
A Független Demokratikus Szerb Párt (szerbhorvátul Samostalna demokratska srpska stranka) a Horvátországban élő szerb kisebbség politikai pártja, melyet 1997-ben alapítottak meg. Szociáldemokrata politikai párt, amely a horvátországi szerbek érdekeit képviseli. Progresszív, Európa-párti álláspontot képvisel, és általában balközép pártnak számít. Jelenlegi elnöke Mirolad Pupovac. A párt székháza a horvátországi szerb kisebbség „fővárosában”, Vukováron található. A párt 2007 és 2011 között, valamint 2020 óta kormánypárt. A Szocialisták és Demokraták Progresszív Szövetsége tagja.

## Története
A párt 1997-ben alakult, első elnöke Vojislav Stanimirović volt. A 2003-as horvát parlamenti választáson legyőzte fő riválisát, a Szerb Néppártot (SNS), és a horvát parlamentben mindhárom szerb képviselőknek fenntartott helyet megszerezte.
A választások után a Független Demokratikus Szerb Párt megállapodást kötött a győztes Ivo Sanader vezette Horvát Demokratikus Közösséggel, amelyben megállapodtak a Független Demokrata Szerb Párt több követelésének teljesítésében, mint például a menekültek visszatérése, a nemzeti egyenjogúság megerősítése, az igazságügyi reform és a szomszédos országokkal való együttműködés. A 2007-es horvát parlamenti választáson megőrizték három mandátumukat a horvát parlamentben.
Ivo Sanader második kormányában a párt egyik tagja, Slobodan Uzelac kapta meg a kormány miniszterelnök-helyettesi posztját. A 2011-es horvát parlamenti választáson ismét megszerezték mindhárom a szerb kisebbségi mandátumot a parlamentben.
A 2015-ös és 2016-os horvát parlamenti választásokon az SDSS továbbra is a HDZ által vezetett horvát kormányt támogatta, és ismét mind a három szerb nemzetiségi képviselői helyet megszerezte.
A párt a szavazatok 2,66 százalékát szerezve részt vett a 2019-es horvátországi európai parlamenti választáson. A 2020-as parlamenti választások után Andrej Plenković második kormányában az SDSS tagja Boris Milošević kapta meg a horvátországi nemzeti kisebbségeket képviselő szociális ügyekért, valamint az emberi és kisebbségi jogokért felelős miniszterelnök-helyettesi posztot.

## A párt elnökei
| Név                                         | Hivatal kezdete | Hivatal vége |
| ------------------------------------------- | --------------- | ------------ |
| A Független Demokratikus Szerb Párt elnökei |                 |              |
| Vojislav Stanimirović                       | 1997            | 2017         |
| Milorad Pupovac                             | 2017            | hivatalban   |

## Választási eredmények
| Választás | Szavazatok aránya | Mandátumok száma | Státusz     |
| --------- | ----------------- | ---------------- | ----------- |
| 2003      | 1,99%             | 3                | Ellenzék1   |
| 2007      | 2,0%              | 3                | Kormánypárt |
| 2011      | 2,0%              | 3                | Ellenzék1   |
| 2015      | 2,0%              | 3                | Ellenzék    |
| 2016      | 2,0%              | 3                | Ellenzék1   |
| 2020      | 2,0%              | 3                | Kormánypárt |

1 kívülről támogatják a kormányt

## Az Európai Parlamentben
A 2014-es horvátországi európai parlamenti választáson a Független Demokratikus Szerb Párt csatlakozott a balközép SDP vezette Kukuriku koalícióhoz. A koalíció végül 11 horvát európai parlamenti mandátumból 4-et szerzett meg, de az SDSS pedig nem kapott mandátumot.

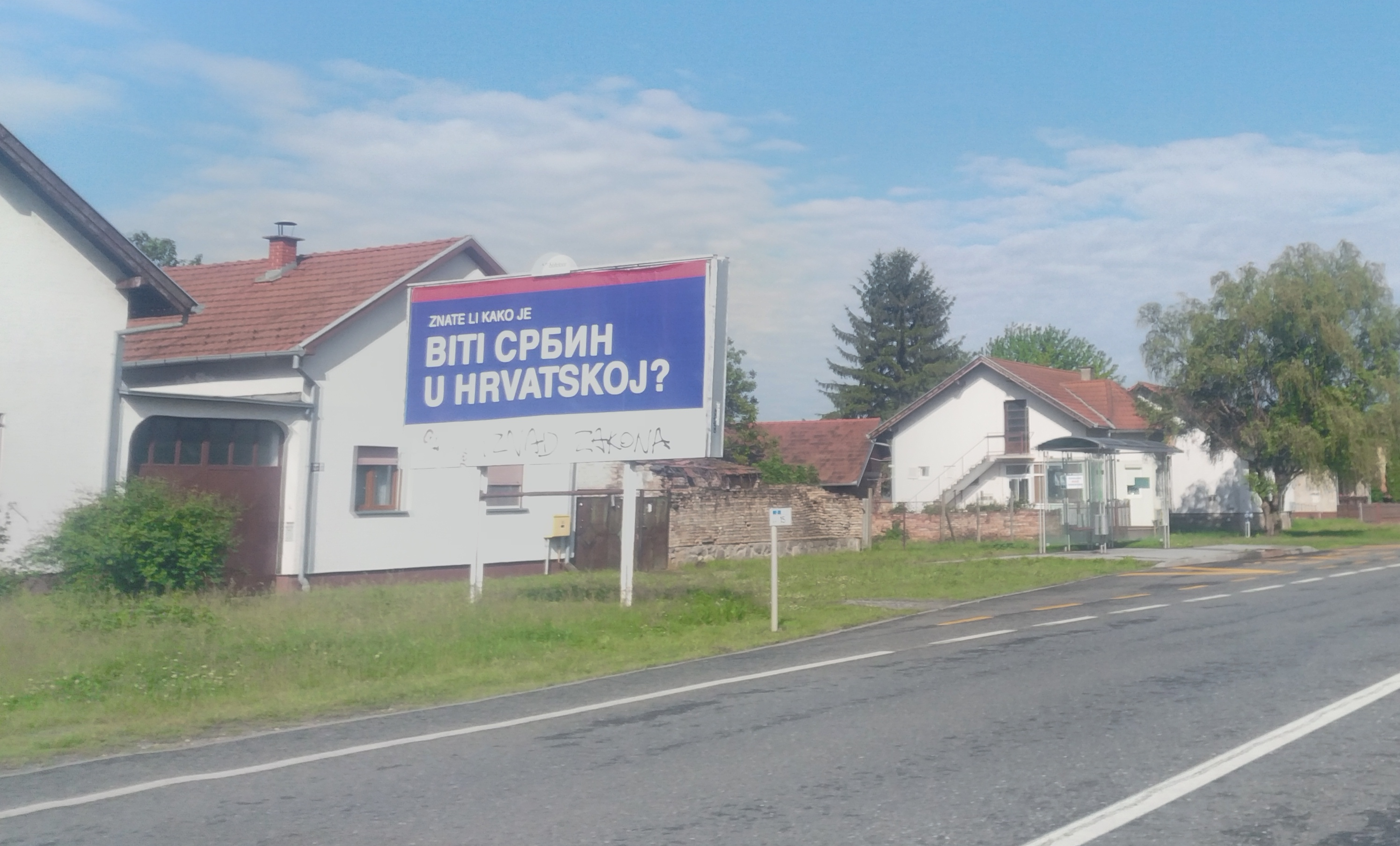
Az SDSS 2019-es európai parlamenti választási kampány jumbo plakátja Vukováron, „Tudod, milyen szerbnek lenni Horvátországban?” felirattal, utólagos horvát nacionalista graffitivel, és a „törvény felett lenni” felirattal.

2019-ben a Független Demokratikus Szerb Párt először indult önállóan európai parlamenti választáson. Bár voltak olyan találgatások, hogy az SDSS esetleg kilép a HDZ-vel kötött kormánykoalícióból, vezetője, Milorad Pupovac, miután találkozott Andrej Plenković miniszterelnökkel megerősítette, hogy az SDSS a koalíció része marad. A kampányt az SDSS jumbo plakátjai fémjelezték, melyeken a „Tudod milyen szerbnek lenni Horvátországban?” kérdés szerepelt, amelyben a „szerb” szót szerb cirill betűkkel írták (Znate li kako je biti Србин u Hrvatskoj?). Dejan Jović, a Zágrábi Egyetem professzora közvetlenül a párt vezetője, Milorad Pupovac mögött a második helyen végzett a listán. Ahogy azt a kampány irányítói várták, a jumbo plakátok a horvát nacionalizmus széles körben elterjedt vandalizmusának és pusztításának célpontjai voltak, ami a horvátországi szerbellenesség etnikai intoleranciáját és diszkriminációs problémáit tükrözte.

## Politikai program
Az SDSS liberális és szociáldemokrata irányultságú demokratikus pártként, de szerb nemzeti pártként is meghatározza magát. A politikai célok között szerepel:
- a menekültek, különösen a szerbek visszatérése, akiket a parlamentben is képvisel;
- a háború sújtotta területek felújításának befejezése;
- Korábbi állami lakások vásárlásának joga a korábbi jogszabályok alapján;
- A nemzeti kisebbségek, különösen a horvátországi szerbek állami védelme és meglévő jogainak biztosítása;
- A horvátországi szerbek kulturális és oktatási autonómiája a szerb nyelv és írás használatával, a szerb nemzeti jelképek használatával, szerb nyelvű oktatással, szerb oktatási és kulturális szervezetek alapításával, szerb információs média megalapításával, valamint a szerb hagyományok és szokások ápolásával;
- A fegyveres erők professzionalizálása;
- Regionalizmus és decentralizáció;
- Horvátország integrációja az EU-ba és a kapcsolatok fejlesztése Szerbiával.